# Лесновское сельское поселение (Крым)
Лесновское се́льское поселе́ние (укр. Ліснівське сільське поселення
крымскотат. Лесновка кой юрту) — муниципальное образование в составе Сакского района Республики Крым России.

## География
Поселение расположено в центре района, степном Крыму, выходя к юго-восточному берегу озера Сасык и Каламитскому заливу Чёрного моря. Граничит на юге с городом Саки, на севере с Охотниковским, на северо-востоке и востоке с Митяевским и на юго-востоке с Ореховским сельскими поселениями.
Площадь поселения 133,07 км².
Основная транспортная магистраль: автодорога 35К-004 Симферополь — Евпатория (по украинской классификации P-23).

## Население
| 2001  | 2014  | 2015  | 2016  | 2017  | 2018  | 2019  |
| ----- | ----- | ----- | ----- | ----- | ----- | ----- |
| 5282  | ↗5381 | ↗5392 | ↗5417 | ↗5430 | ↗5455 | ↗5538 |
| 2020  | 2021  |       |       |       |       |       |
| ↗5668 | ↘4801 |       |       |       |       |       |

## Состав сельского поселения
В состав поселения входят 5 населённых пунктов:
| № | Населённый пункт | Тип населённого пункта | Население на 2014 год |
| - | ---------------- | ---------------------- | --------------------- |
| 1 | Лесновка         | село, центр            | ↗2476                 |
| 2 | Владимировка     | село                   | ↗1261                 |
| 3 | Гаршино          | село                   | ↘552                  |
| 4 | Куликовка        | село                   | ↘421                  |
| 5 | Прибрежное       | село                   | ↘671                  |

## История
В сборнике «Города и села Украины. Автономная Республика Крым. Город Севастополь. Историко-краеведческие очерки» приводится, что сельсовет был образован в 1930 году, но в официальных справочниках эта информация не подтверждается. Судя по доступным данным, это произошло в 1950-х годах, поскольку на 15 июня 1960 года совет, как Новосёловский, Сакского района, уже существовал и на эту дату
в его составе числились сёла:

| - Владимировка - Гаршино - Митяево | - Новосёловка - Прибрежное - Шелковичное |

В начале 1960-х годов Новосёловку переименовали в Лесновку. Указом Президиума Верховного Совета УССР «Об укрупнении сельских районов Крымской области», от 30 декабря 1962 года совет присоединили к Евпаторийскому району. 1 января 1965 года, указом Президиума ВС УССР «О внесении изменений в административное районирование УССР — по Крымской области», Евпаторийский район был упразднён и сельсовет включили в состав Сакского (по другим данным — 11 февраля 1963 года). К 1 января 1965 года был создан Митяевский сельсовет, куда отошли Митяево и Шелковичное, к 1 января 1968 года Лесновскому сельсовету переподчинили Куликовку.
С 12 февраля 1991 года сельсовет в восстановленной Крымской АССР, 26 февраля 1992 года переименованной в Автономную Республику Крым. С 21 марта 2014 года в составе Крыма аннексировано Россией. Законом «Об установлении границ муниципальных образований и статусе муниципальных образований в Республике Крым» от 4 июня 2014 года территория административной единицы была объявлена муниципальным образованием со статусом сельского поселения.